# Linje 11A
Linje 11A var en buslinje i København mellem Tivoli Hotel og Nyhavn. Linjen var en del af Movias A-busnet, men med sin kringlede linjeføring koncentreret i og omkring Middelalderbyen skilte den sig en del ud fra de andre A-buslinjer, ligesom den i modsætning til dem betjentes af små elbusser.
Linjen blev oprettet 24. oktober 2010 som erstatning for CityCirkel, som den arvede elbusserne fra. Som den første A-buslinje blev den nedlagt 1. januar 2015 som følge af for lave passagertal. I hele sin levetid var linjen udliciteret til Arriva, som drev den fra sit garageanlæg Ryvang.

## Historie
Året før oprettelsen af linje 11A var CityCirkel (formelt linje 11) blevet oprettet 12. juni 2009 som forsøg som en ensrettet ringlinje betjent af elleve små elbusser gennem Middelalderbyens smalle gader og via Nyhavn og Københavns Hovedbanegård. I begyndelsen af juli 2010 oprettedes desuden Tivoli Shuttle mellem Hovedbanegården og det nybyggede Tivoli Hotel, som en af elbusserne blev overført til. Passagertallene på CityCirkel var imidlertid alt for lave, så for at redde forsøget erstattedes både den og Tivoli Shuttle af den nye linje 11A, der kom til at køre som en mere traditionel punkt-til-punkt-linje fra 24. oktober 2010. Den nye linje erstattede desuden linje 25 mellem Østerport st. og Skuespilhuset, der var blevet oprettet i 2008 ved indvielsen af Skuespilhuset for at skaffe busforbindelse til forestillingerne.
Linje 11A kom til at køre fra Tivoli Hotel via Hovedbanegården, Gammeltorv og Nørreport st. til Nyhavn med endestation ved Skuespilhuset og det lokale stoppested for havnebusserne. I modsætning til CityCirkel kørtes nu i begge retninger, og de smalle gader blev opgivet primært til fordel for gader, hvor der i forvejen kørte busser. Enkelte specialiteter blev det dog til som for eksempel kørsel mod Tivoli Hotel ad Ny Vestergade forbi Nationalmuseets indgang og kørsel ad lokalkørebane på Kalvebod Brygge i retning mod Nyhavn. Både ved Tivoli Hotel og Nyhavn vendtes i form af sløjfekørsel ad flere gader.
Efter oprettelsen var linjeføringen i store træk den samme resten af linjens levetid, om end et par omlægninger blev temmelig langvarige. I december 2010 måtte linjen omlægges ad Stormgade i stedet for Ny Vestergade, en omlægning der kun skulle have varet til april 2011, men som reelt fortsatte til i hvert fald efteråret 2012. Indimellem blev linjen desuden ramt af det kraftige skybrud i Københavnsområdet 2. juli 2011, der satte syv af de elleve elbusser ud af spillet. Driften måtte følgelig reduceres kraftigt, indtil man i september 2012 omsider var oppe på samme niveau som før. Fra 6. november 2012 betød etableringen af et nyt P-hus ved Kvæsthusbroen, at sløjfekørslen ved Nyhavn måtte ændres, så busserne kom til at køre den modsatte vej rundt. Endelig betød vejarbejder på Nørregade omlægninger fra juni 2014, så der mod Tivoli Hotel kørtes ad Nørre Voldgade - Vester Voldgade - Vestergade og i retning mod Nyhavn ad Sankt Peders Stræde - Larslejsstræde - Nørre Voldgade. Vestergade, Sankt Peders Stræde og Larslejsstræde hører ellers til de smalle gader, hvor der normalt ikke kører busser, men de små elbusser var bygget til netop den slags gader.
Fra 5. til 10. maj 2014 var driften indstillet på linje 11A på grund af arrangementer i Indre By i forbindelse med Eurovision Song Contest 2014. Selve konkurrencen fandt sted på Refshaleøen, hvortil en del af trafikken blev varetaget af havnebusser fra Nyhavn og med skibe fra havnerundfarten Netto-Bådene som forstærkning. Da sidstnævnte imidlertid ikke havde rejsekortlæsere, udstationeredes to af de ledige elbusser fra linje 11A ved hver sin anlægsplads, så passagererne kunne tjekke ind og ud i dem.
Linje 11A blev lige så lidt en succes som CityCirkel men døjede tværtimod med forholdsvis lave passagertal. I 2013 var der for eksempel 629.148 passagerer, hvilket svarede til mindre end en ottendedel af tallet for den næstmindste af de københavnske A-buslinjer, linje 3A, der havde 5.469.818 passagerer det år. De lave passagertal betød, at det var nødvendigt med et tilskud på mere end 32 kr. pr. passagerer på linje 11A mod 30 øre på den mest økonomiske og mest benyttede, linje 5A.
I 2014 ville Københavns Kommune ikke længere betale for linjen, som derfor nedlagdes 1. januar 2015 med sidste afgang nytårsaften 2014, selvom kontrakten egentlig løb et år længere. Det var dog ikke alle, der var glade for den beslutning, for blandt de passagerer linjen trods alt havde var der mange faste brugere, ikke mindst blandt ældre i Indre By. Også turister var glade for linjen, da den forbandt mange turistattraktioner. Modsat pegede man dog fra kommunens side på, at der i forvejen var en god busbetjening i området. Nørregade og Rådhusstræde mistede dog sin busbetjening, ligesom Nationalmuseet, Tivoli Hotel og nabohotellet WakeUp Copenhagen ikke længere havde bus til døren.
Ved nedlæggelsen var det ikke umiddelbart klart, hvad der skulle ske med elbusserne, der ejedes af Københavns Kommune. Der var et forslag fremme om at lade dem køre med gæster fra krydstogtskibe, men det ville ikke blive billigt og blev da heller ikke til noget. I stedet forblev alle busserne hensatte indtil begyndelsen af 2016, hvor nr. 1947, Nathalie Zahle, og nr. 1956, Emma Gad, blev overdraget til Sporvejsmuseet Skjoldenæsholm. Nr. 1947 er efterfølgende blevet udstillet i museets busudstillingshal, der blev indviet 1. juli 2017. Nr. 1956 skal bruges til reservedele. De øvrige blev sendt til ophugning.

## Linjeføring
Linje 11A kørte i hele sin levetid mellem Tivoli Hotel og Nyhavn men med en noget kringlet linjeføring. Ved Tivoli Hotel kørtes i en sløjfe ad Carsten Niebuhrs Gade, Arni Magnussons Gade og Kalvebod Brygge, hvorved der skaffedes direkte betjening af Tivoli Hotel og WakeUp Copenhagen, der da lå noget ud til en side trafikalt set. På Kalvebod Brygge kørtes som et særligt indslag i en lokalkørebane. Herfra kørtes op ad Bernstorffsgade til terminalen mellem Hovedbanegården og Tivoli, hvor der vendtes og kørtes tilbage ad Bernstorffsgade til Tietgensgade. I modsat retning kørtes via terminalen på samme måde. Ad Tietgensgade gik det videre forbi Ny Carlsberg Glyptotek til Nationalmuseet. Her kørtes mod Nyhavn ad Stormgade men modsat ad Ny Vestergade, så Nationalmuseet fik bus til døren. Efterfølgende gik turen så op ad Rådhusstræde til Nytorv og Gammeltorv med Københavns Domhus og Strøget.
Fra Gammeltorv kørtes oprindeligt direkte ad Nørregade forbi domkirken Vor Frue Kirke, men det sidste halve års tid var gaden spærret af vejarbejde. I stedet kørtes ad Sankt Peders Stræde og Larslejsstræde og i modsat retning af Nørre Voldgade - Vester Voldgade - Vestergade. I alle tilfælde kom man dog nu frem til Nørreport st., en af landets mest benyttede stationer og dermed et stort knudepunkt. En stor del af linje 11A's levetid, fra slutningen af 2011 og tre år frem, gennemgik stationen dog en omfattende renovering, der betød flere flytninger af stoppesteder og kørebaner.
Fra Nørreport st. fortsattes ad Gothersgade forbi Livgardens kaserne og Kongens Have. Herefter var der igen forskellige veje afhængig af køreretningen. Mod Nyhavn kørtes ad Kristen Bernikows Gade og Bremerholm, mens der modsat kørtes ad Holmens Kanal og Kongens Nytorv forbi Det Kongelige Teater. Derefter forenedes de to køreretninger atter ad Holbergsgade til Nyhavnsbroen. Her kørtes oprindeligt i sløjfe ad Nyhavn - Kvæsthusgade - Sankt Annæ Plads - Toldbodgade med endestation i Nyhavn tæt ved havnebussernes stoppested og Skuespilhuset. Etableringen af et P-hus ved Kvæsthusbroen medførte dog et par omlægninger, så man endte med at køre den modsatte vej rundt i sløjfen af det oprindelige. Af samme årsag blev endestationsstoppestedet da også flyttet til Kvæsthusgade, skråt over for det oprindelige langs kajen i Nyhavn.

## Fakta
- Linjeføring ved nedlæggelsen
  - Tivoli Hotel – > Kalvebod Brygge >(/< Carsten Niebuhrs Gade <) – Bernstorffsgade – Bernstorffsgadeterminalen – Bernstorffsgade - Tietgensgade – > Stormgade >(/< Vester Voldgade < Ny Vestergade < Frederiksholms Kanal <) – Rådhusstræde – Nytorv - Gammeltorv – > Nørregade > Sankt Peders Stræde > Larslejsstræde (/< Vestergade < Vester Voldgade < Nørre Voldgade <) – Nørre Voldgade – Gothersgade – > Christian IX's Gade > Kristen Bernikows Gade > Bremerholm >(/< Kongens Nytorv < Holmens Kanal <) – Holbergsgade – > Toldbodgade > Sankt Annæ Plads > Kvæsthusgade >(/< Nyhavn <) – Nyhavn, Havnebusserne[4][9][10]

- Overordnet linjevariant
  - Tivoli Hotel – Nyhavn, Havnebusserne[4]

- Vigtige knudepunkter
  - Hovedbanegården, Glyptoteket, Nytorv, Nørreport st., Kongens Nytorv st., Nyhavn, Havnebusserne.

- Materiel
  - 11 små elbusser af typen Car. Ind. Urban 40 Elettrico garageret hos Arriva, Ryvang.[4][19]

| 24-10-2010 | Arriva Ryvang |

| År          | 2012    | 2013    | 2014    |
| ----------- | ------- | ------- | ------- |
| Passagertal | 565.601 | 629.148 | 647.261 |

## Kronologisk oversigt
Nedenfor er der gjort rede for permanente og længerevarende midlertidige ændringer. Der er generelt set bort fra ændringer af få dages varighed.
| Rutehistorik (permanente og længerevarende midlertidige større ændringer) | Rutehistorik (permanente og længerevarende midlertidige større ændringer) |
| Dato/periode                                                              | Ændring |
| ------------------------------------------------------------------------- | --- |
| 24-10-2010                                                                | Linje 11A oprettes ad følgende rute: Tivoli Hotel – > Kalvebod Brygge >(/< Carsten Niebuhrs Gade <) – Bernstorffsgade – Bernstorffsgadeterminalen – Tietgensgade – >Stormgade >(/< Vester Voldgade < Ny Vestergade < Frederiksholms Kanal <) – Rådhusstræde – Nytorv – Nørregade – Nørre Voldgade – Gothersgade – > Christian IX's Gade > Kristen Bernikows Gade > Bremerholm >(/< Kongens Nytorv < Holmens Kanal <) – Holbergsgade – > Nyhavn >(/< Toldbodgade < Sankt Annæ Plads < Kvæsthusgade <) – Nyhavn, Havnebusserne. Linjen erstatter linje 11 (CityCirkel), Tivoli Shuttle og linje 25, der nedlægges. |
| 02-12-2010 - Efterår 2012                                                 | Omlægges i retning mod Tivoli Hotel så der køres direkte ad Stormgade i stedet for ad Ny Vestergade. Omlægningen, der skyldes fjernvarmearbejde, var planlagt at vare til 29-04-2011 men fortsatte i praksis til i hvert fald efteråret 2012. Den langvarige omlægning fremgik dog ikke af køreplaner og kort i perioden. |
| 30-05-2011 – 26-08-2011                                                   | Omlægges mod Tivoli Hotel ad Bernstorffsgade - Kalvebod Brygge. Omlægningen skyldes vejarbejde. |
| 03-07-2011                                                                | Kraftigt skybrud i Københavnsområdet 2. juli 2011 beskadiger syv af de elleve elbusser. Linjen kører derfor med reduceret drift indtil videre. |
| 24-09-2011 – ca. 24-11-2011                                               | Omlægges mod Nyhavn fra Nørreport st. ad Tornebuskegade – Åbenrå – Vognmagergade – Gammel Mønt til Bremerholm. Omlægningen skyldes fjernvarmearbejde. |
| 11-12-2011                                                                | Køreplanen reduceres permanent. |
| 18-01-2012 – jan/feb 2013                                                 | Omlægges mellem kl. 19 og kl. 6 ad Polititorvet – Niels Brocks Gade – Ved Glyptoteket – Tietgensgade i retning mod Nyhavn. Omlægningen skyldes vejarbejde på Bernstorffsgade. |
| 11-09-2012                                                                | Køreplanen atter op på niveauet fra før skybruddet. |
| 31-10-2012 - 30-01-2012                                                   | Omlægges i retning mod Nyhavn/Skuespilhuset ad Kalvebod Brygge - Puggårdsgade - Hambrosgade til Bernstorffsgade. Omlægningen skyldes fjernvarmearbejde på Bernstorffsgade. |
| 06-11-2012                                                                | Endestationen ved Skuespilhuset ændres, så der køres i sløjfe ad Toldbodgade - Sankt Annæ Plads - Kvæsthusgade - Nyhavn, dvs. den modsatte vej rundt af den oprindelige sløjfekørsel. Omlægningen var annonceret som varende til 31. december 2014, hvilket imidlertid var sidste dag linjen kørte. |
| 05-05-2014 - 10-05-2014                                                   | Arrangementer i Indre By i forbindelse med Eurovision Song Contest 2014 betyder, at driften på linjen må indstilles i perioden. |
| 10-06-2014                                                                | Omlægges i retning mod Tivoli Hotel ad Nørre Voldgade - Vester Voldgade - Vestergade og i retning mod Nyhavn ad Sankt Peders Stræde - Larslejsstræde - Nørre Voldgade. Omlægningen skyldes fjernvarmearbejde og skybrudssikring og var oprindelig udmeldt til at vare til 1. december 2014, men da linjen nedlagdes ved udgangen af året, var arbejdet endnu ikke afsluttet. |
| 01-01-2015                                                                | Linjen nedlægges som følge af for lave passagertal. |